# Tunjungan (Ngombol)
Tunjungan is een bestuurslaag in het regentschap Purworejo van de provincie Midden-Java, Indonesië. Tunjungan telt 599 inwoners (volkstelling 2010).